# No Angels
No Angels er en tysk musikgruppe, som blev fundt i TV-castingen Popstars i 2000. Bandet blev opløst i 2003, men fik sit comeback i 2007.
I begyndelse var gruppen en kvintet med sangerinderne Lucy Diakowska, Nadja Benaissa, Jessica Wahls, Sandy Mölling og Vanessa Petruo. Wahls forlod gruppen i 2002. Efter bandets opløsning i 2003 fik de en comeback i 2007 med Diakowska, Benaissa, Mölling og Wahls. De repræsenterede Tyskland ved Eurovision Song Contest 2008 med Remee og Thomas Troelsen kompositionen "Disappear", men fik bare en 23. plads. I 2010 forlod Nadja Benaissa gruppen efter hun blev dømt til en fængselsstraf.